# Drenčec
Drenčec is een plaats in de gemeente Zagreb in de Kroatische provincie Stad Zagreb. De plaats telt 117 inwoners (2001).